# Влюбвам се в Рамон
„Влюбвам се в Рамон“ (на испански: Enamorándome de Ramón) е мексиканска теленовела от 2017 г., режисирана от Клаудия Елиса Агилар и Хорхе Роблес, и продуцирана от Лусеро Суарес за Телевиса. Адаптация е на венецуелската теленовела Tomasa Tequiero от 2009 г., създадена от Дорис Сеги.
В главните роли са Хосе Рон и Есмералда Пиментел, а в отрицателните – Нурия Бахес, Гонсало Пеня и Фабиола Гуахардо. Специално участие вземат Марисол дел Олмо и Марсело Кордоба.

## Сюжет
Фабиола и Андреа остават сираци, след като родителите им умират в самолетна катастрофа. Момичетата и Ортенсия, баба им, са изненадани, когато разбират, че единственият наследник на богатството е Хуана, скромна жена, която работи като тяхна бавачка.
Цялото семейство Медина е възмутено от новината и оказва натиск върху Хуана да върне парите. Тя, уморена от егоизма на всички, заявява, че няма никой да управлява парите, защото мисли за благосъстоянието на Андреа и Фабила. Ортенсия се опитва да изгони Хуана от къщата, без да съобрази, че внучките ѝ ще защитят бавачката си, но в крайна сметка успява.
Хуана не се интересува от парите, загрижена е за сина си Рамон, благороден мъж, който е живял и работил в провинцията като механик, но се налагало да се премести в столицата, защото се влюбил в София, дъщеря на мафиот, която е принудена да му разбие сърцето, за да го предпази от баща си.
Рамон пристига в дома на Луиса и Далия, изненадан е от майка си, която го осведомява за смъртта на шефовете си, както и за наследството, възлизащо на 1 милион долара. Рамон я съветва, за да избегне неприятностите, да върне парите на Медина.
Далия води Рамон в сервиза, в който работи Антонио, но там срещат Фабиола, която непропуска да го унижи, заявявайки, че тя е собственица на наследството, както и че сервизът е неин и няма да го наеме.
Въпреки различията си, между двамата млади има специална химия и не могат да скрият привличането си, но в същото време се отблъскват. Това води до проблеми за Фабиола и връзката ѝ с Франсиско, който безумно ревнува, когато ги вижда заедно.
Фабиола от амбиция започва работа в сервиза. Рамон я разкрива пред Хуана, че е започнала работа заради наследството. Когато е разкрита, Фабиола продължава работата си там, за да им докаже, че може да бъде отговорна.
Ежедневието създава все по-голямо привличане между Фабиола и Рамон. Когато разкриват чувствата си, нещата се усложняват, защото се появява София, която е решена да си го върне на всяка цена.
В същото време, Ортенсия се консултира с адвокати, оспорвайки завещанието. Когато разбира, че документът е изряден, тя решава да обвини Хуана във фалшификация.
Така че, докато Хуана води непрестанни битки с Ортенсия, Рамон е между две жени, които са влюбени в него, и които ще направят всичко възможно за да го задържат до себе си.

## Актьори
- Хосе Рон – Рамон Лопес Ортис
- Есмералда Пиментел – Фабиола Медина Фернандес
- Марисол дел Олмо – Хуана Лопес Ортис
- Нурия Бахес – Ортенсия вдовица де Медина
- Марсело Кордоба – Хулио Медина
- Артуро Кармона – Антонио Фернандес
- Лисет – Вирхиния Давис де Медина
- Лус Елена Гонсалес – Роксана
- Карлос Брачо – Педро
- Фабиола Гуахардо – София Васкес
- Алехандро Ибара – Порфирио
- Пиер Анхело – Бенито
- Магда Карина – Рейна
- Барбара Торес – Луиса
- Клаудия Мартин – Андреа Медина Фернандес
- Пиер Луис – Хорхе Медина
- Мария Алисия Делгадо – Фредесвинда
- Ребека Манкита – Емилия
- Сачи Тамаширо – Маргарита Медина
- Гонсало Пеня – Франсиско Сантияна
- Алфредо Гатика – Руло
- Ана Химена Виянуева – Далия
- Диего Ескалона – Диего Фернандес
- Сухи Абрего – Адалхиса
- Алехандро Валенсия – Валенте Еспарса
- Иван Амосурутия – Освалдо Медина
- Стеф Бумелкрунд – Сара
- Марлене Калб – Сусана
- Хорхе Ортин – Лучо
- Алехандро Пениче – Агустин
- Фернанда Висует – Вероника
- Алехандро Муела – Алфонсо
- Солкин Рус – Салвадор
- Хосе Луис Бадалт – Дарио
- Едуардо Ривера – Рикардо Медина
- Лупита Джонс – Кати Фернандес де Медина
- Бени Ибара – Росендо Васкес

## Премиера
Премиерата на Влюбвам се в Рамон е на 20 февруари 2017 г. по Las Estrellas. Последният 116. епизод е излъчен на 30 юли 2017 г.

## Продукция
Снимките на теленовелата започват на 1 декември 2016 г. във филмово студио Телевиса Сан Анхел и завършват на 27 юни 2017 г. във Веракрус. Други локации, на които се осъществяват записите, са в градовете Тихуана, щат Долна Калифорния, и Мексико.

## Адаптации
- Влюбвам се в Рамон е адаптация на венесуелската теленовела Tomasa Tequiero, продуцирана от венецуелския канал Venevisión през 2009 и 2010 г., с участието на Гледис Ибара, Карлос Монтия, Ноели Артяга, Карлос Крус, Мария Антониета Дуке и Ема Рабе.